# Léonide Markov
Pour les articles homonymes, voir Markov.
Léonide Vassilievich Markov (en russe : Леони́д Васи́льевич Ма́рков), né le 13 décembre 1927 à Akkol et mort le 2 mars 1991 à Moscou, est un acteur soviétique. 

## Biographie
Léonide Markov naît à Akkol, dans la famille de l'acteur Vassili Demyanovich et de la maquilleuse Maria Petrovna Markov. Il a une sœur aînée, Rimma, de deux ans plus âgée, actrice elle aussi.
En 1931-1934, il joue des rôles d'enfants dans les représentations du théâtre dramatique de Saratov, où son père travaille.
En 1945-1947, li étudie dans le studio du théâtre dramatique de 
Vologda, et devient ensuite acteur du théâtre du Lenkom de Moscou, qu'il quitte en 1960 pour le théâtre Pouchkine de Moscou.
De 1966 à 1986, il travaille au théâtre Mossovet, il passe une saison 1986/1987 dans la troupe du théâtre Maly, puis revient au théâtre Mossovet.
Il apparaît pour la première fois à l'écran en 1958, dans le film dramatique Zhizn proshla mimo sous la direction de Vladimir Bassov. Sa carrière cinématographique compte en tout une cinquantaine de films.
Il est nommé artiste du peuple de l'URSS en 1985. On lui décerne l'ordre du Drapeau rouge du Travail en 1987.
Mort d'un cancer de l'estomac le 2 mars 1991 à Moscou, Léonide Markov est enterré au cimetière de Kouzminki.

## Filmographie partielle
- 1968 : Six juillet (Шестое июля) de Youli Karassik : Alexander Tsiurupa
- 1971 : Toi et moi (Ты и я) de Larissa Chepitko : Sergueï
- 1978 : Un accident de chasse (Мой ласковый и нежный зверь) de Emil Loteanu : Piotr Ourbenine
- 1982 : Mère Marie (Мать Мария) de Sergueï Kolossov : Danila Skobtsov
- 1983 : Anna Pavlova (Анна Павлова) de Emil Loteanu : Vladimir Besobrasov